# Arrenkamp
Arrenkamp ist ein Dorf am Südhang des Stemweder Berges und mit 5,52 km² der kleinste Ortsteil der Gemeinde Stemwede im nordrhein-westfälischen Kreis Minden-Lübbecke. In Arrenkamp leben etwa 250 Einwohner. Mit nur 45 Einwohnern pro km² ist Arrenkamp deutlich dünner besiedelt als die Gesamtgemeinde.
Sehenswert ist der Friedhof mit Gräbern aus dem 19. Jahrhundert. Der so genannte Hilgenpad (Heiliger Weg) führt von Arrenkamp aus auf die Höhe des Stemweder Berges zu einem Hügelgrab, einer alten Opferstätte.

## Geschichte
Die erste Erwähnung von Arrenkamp geht auf das Jahr 1055 zurück: Für dieses Jahr wird erwähnt, dass der Bischof Egilbert von Minden in Arnicambe ein Vorewerch besitzt.
Für das Jahr 1222 ist belegt, dass ein Ritter Wulfried de Arnechamp als Zeuge auftritt und zwei Jahre später ein lehnsrühriges Haus in Arrenkamp an das Domkapitel Osnabrück verkauft. Um 1250 gab es die Familie von Arnechamp in Arrenkamp noch.
Die Familien von Bastorps, von Goreve, von Gryp und von der Vechta hatten zu Beginn des 14. Jahrhunderts vom Lehensbesitz des Bistums Minden Land in Arrenkamp als Lehen.
Aus dem 15. Jahrhundert gibt es vom Mindener Domherren Heinrich Tibbe einen Hinweis auf eine 'Haddenburg'. Diese Mindener Burg soll bei Arrenkamp gelegen haben.
Um 1530 hat sich auch in Arrenkamp die Reformation ausgebreitet.
Bis zur Franzosenzeit gehörte Arrenkamp zur Vogtei Stemwederberg im Amt Rahden des Fürstentums Minden. Von 1807 bis 1810 gehörte der Ort zum Kanton Levern des napoleonischen Satellitenstaats Königreich Westphalen. Von 1811 bis 1813 gehörte Arrenkamp unmittelbar zu Frankreich und dort zur Mairie Dielingen im Arrondissement Minden des Departements der Oberen Ems. 1816 kam der Ort zum neuen Kreis Rahden, aus dem 1832 der Kreis Lübbecke wurde. Bis zum 31. Dezember 1972 bildete Arrenkamp eine Gemeinde im Amt Dielingen bzw. seit 1936 im Amt Dielingen-Wehdem des Kreises Lübbecke. 
Im Jahr 1897 erfolgte der Neubau der etwa 1760 gegründeten Arrenkämper Schule und es wurde ein Friedhof angelegt. Der erste Telefonanschluss in Arrenkamp datiert auf das Jahr 1902, der des ersten Stromanschlusses auf das Jahr 1911.
Während des Ersten Weltkrieges kamen im Jahr 1915 insgesamt 32 kriegsgefangene Soldaten des Russischen Reiches nach Arrenkamp, die bei den Bauern arbeiten mussten, da sämtliche Arrenkämper Männer unter 45 Jahren bereits zum Kriegsdienst eingezogen waren. Nach dem Ersten Weltkrieg und der Novemberrevolution wurde in Arrenkamp am 5. Februar 1919 ein Bauernrat gebildet.
Die Freiwillige Feuerwehr von Arrenkamp wurde 1935 gegründet und erwarb 1938 eine gebrauchte Feuerwehr-Handdruckspritze. Diese wurde aber noch von Pferden gezogen, war also nicht motorisiert.
Das im Jahr 1933 in einem Stallgebäude in Arrenkamp eingerichtete Lager für Notstandsarbeiter (arbeitslose Männer und Jugendliche) wurde ab 1937 vom Landdienst gelegt. Im Jahr 1941 folgte die Belegung mit 50 kriegsgefangenen Franzosen, die zur Arbeit bei den Bauern in Arrenkamp und Haldem verteilt wurden. Die Franzosen wurden Anfang 1944 durch sowjetische Kriegsgefangene ersetzt. Zudem kam hinzu, dass im Sommer 1942 einige Familien aus der Ukraine zu Bauern in Arrenkamp kamen, um bei ihnen zu arbeiten.
Wegen der Gefahr von Bombenangriffen im Zuge des Zweiten Weltkrieges wurden 1940 für acht Wochen 21 Stadtkinder in Arrenkamp untergebracht. Ab 1944 kamen Familien aus Gelsenkirchen, Münster und Recklinghausen in Arrenkamp unter, zu denen ab 1945 Flüchtlinge aus dem Osten kamen. Zerstörungen durch Abwürfe alliierter Bomber entstanden in Arrenkamp nicht. Es sind nur einige wenige Bomben gefallen und auch die abgeworfenen leeren Benzintanks richteten keinen Schaden an. Jedoch wurde der Schulbetrieb durch den Fliegeralarm immer wieder in Mitleidenschaft gezogen.
Am 5. April 1945 erfolgte der Durchzug britischer Einheiten aus Richtung Osnabrück kommend gen Rahden.
1951 bezogen Flüchtlinge aus den deutschen Ostgebieten das ehemalige Kriegsgefangenenlager.
Arrenkamp bekam schließlich ein Feuerwehrhaus, das 1951 erbaut wurde. Bedingt durch die Schulreform in NRW wurde die Schule in Arrenkamp im August 1968 aufgelöst. Seither besuchen die jungen Schüler die Grundschule in Haldem, während die älteren Schüler die Hauptschule bzw. die Realschule in Wehdem bzw. das Gymnasium in Rahden besuchen.
Mit der kommunalen Neuordnung entstand am 1. Januar 1973 die Gemeinde Stemwede.
Die seit 1962 vergebene Postleitzahl 4995 für den nordwestlichen Teil der Gemeinde Stemwede wurde am 1. Juli 1993 durch die fünfstellige Postleitzahl 32351 für die gesamte Gemeinde Stemwede ersetzt.

## Politik
Liste der Bürgermeister bzw. Gemeindevorsteher in Arrenkamp:
- 1890–1897 – Christian Hohlt
- 1897–1919 – Gustav Lilie
- 1919–1936 – Fritz Maschmeier
- 1936–1945 – Wilhelm Hohlt
- 1945–1964 – Wilhelm Raabe
- 1964–1970 – Wilhelm Eickhoff
- 1970–1972 – Heinz Gräber

## Verkehr
Durch das Gebiet des Dorfes Arrenkamp führen die L 766 und die L 769.
Die nächste Anschlussstelle ist Melle-Ost an der A 30.